# SportArena De Heuf
SportArena De Heuf is een sportaccommodatie in Panningen. Tevens wordt de sporthal ook gebruikt als een evenementenhal en een trainingskamp accommodatie. Sinds de bouw van de sporthal, is handbalvereniging Bevo HC eigenaar van de sporthal.

## Voorzieningen
- 2 sportzalen met handbalvloer (harsgebruik toegestaan)
- 2 slaapzalen
- 7 kleedlokalen voorzien van douches
- Een kantine
- Een krachtruimte